# Артамонова
Артамо́нова (рос. Артамонова) — присілок у складі Абатського району Тюменської області, Росія.
Населення — 16 осіб (2010, 34 у 2002).
Національний склад станом на 2002 рік:
- росіяни — 94 %